# Orleans (Nebraska)
Orleans és una població dels Estats Units a l'estat de Nebraska. Segons el cens del 2000 tenia 425 habitants.

## Demografia
Segons el cens del 2000, Orleans tenia 425 habitants, 203 habitatges, i 119 famílies. La densitat de població era de 269 habitants per km².
Dels 203 habitatges en un 20,7% hi vivien nens de menys de 18 anys, en un 51,7% hi vivien parelles casades, en un 5,9% dones solteres, i en un 40,9% no eren unitats familiars. En el 36% dels habitatges hi vivien persones soles el 18,2% de les quals corresponia a persones de 65 anys o més que vivien soles. El nombre mitjà de persones vivint en cada habitatge era de 2,09 i el nombre mitjà de persones que vivien en cada família era de 2,68.
Per edats la població es repartia de la següent manera: un 18,6% tenia menys de 18 anys, un 5,6% entre 18 i 24, un 20,5% entre 25 i 44, un 28,2% de 45 a 60 i un 27,1% 65 anys o més.
L'edat mediana era de 49 anys. Per cada 100 dones de 18 o més anys hi havia 88 homes.
La renda mediana per habitatge era de 25.179 $ i la renda mediana per família de 28.056 $. Els homes tenien una renda mediana de 25.208 $ mentre que les dones 16.875 $. La renda per capita de la població era de 13.015 $. Aproximadament el 16,9% de les famílies i el 16,8% de la població estaven per davall del llindar de pobresa.

## Poblacions més properes
El següent diagrama mostra les poblacions més properes.